# Hünenbetten auf dem Ruserberg

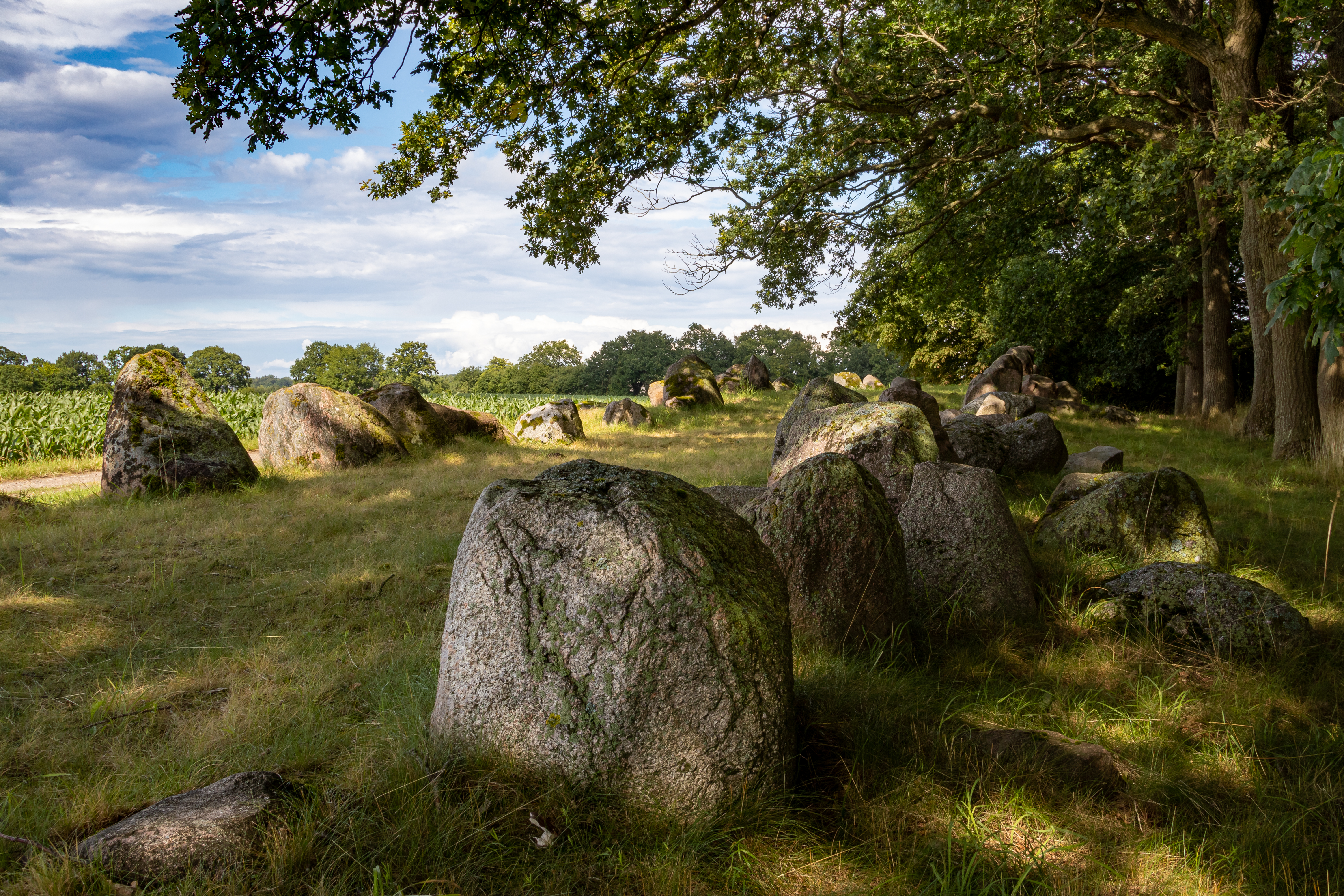
Teil des nördlichen Langbetts

Die Hünenbetten auf dem Ruserberg, beim Gut Futterkamp in Blekendorf, Kreis Plön, in Holstein sind jungsteinzeitliche Megalithanlagen aus der Zeit um 3500–2800 v. Chr. auf der als Ruserberg bezeichneten Anhöhe. Die Megalithanlagen der Trichterbecherkultur (TBK) entstanden zwischen 3500 und 2800 v. Chr. Sie werden in der älteren archäologischen Literatur unter „Futterkamp“ geführt.

## Hünenbetten
Es handelt sich bei den fünf erhaltenen (nur drei zugänglichen) Anlagen um den Rest von einst mindestens neun Monumenten dieser Art. Die Längen der drei in Linie bzw. parallel zueinander ausgerichteten Einfassungen betragen 56, 53 und 27 m; ihre Breiten liegen zwischen 50 und 6,0 m. Zwei Einfassungen sind rechteckig, eine ist leicht trapezoid. Die Randsteine je einer Schmalseite sind bei zwei Anlagen bis zu zwei Meter hoch und damit deutlich größer als die der übrigen drei Seiten. Die längste Einfassung hatte einst etwa 100 Randsteine. Die Langbetten sind frei zugänglich.

## Dolmen
In der kürzesten finden sich noch die decksteinlosen Reste von zwei offenbar nicht gleichzeitig erstellten, quer (Querlieger) gestellten erweiterten Dolmen. Die im Nordosten gelegene Kammer zeichnet sich durch eine Massigkeit der beiden Trägerpaare an den Langseiten aus. Die lichte Weite der Kammer beträgt 2,0 × 1,0 Meter. Es fand sich das Bruchstück eines unverzierten Trichterbechers.

Die Hünenbetten auf dem Ruserberg
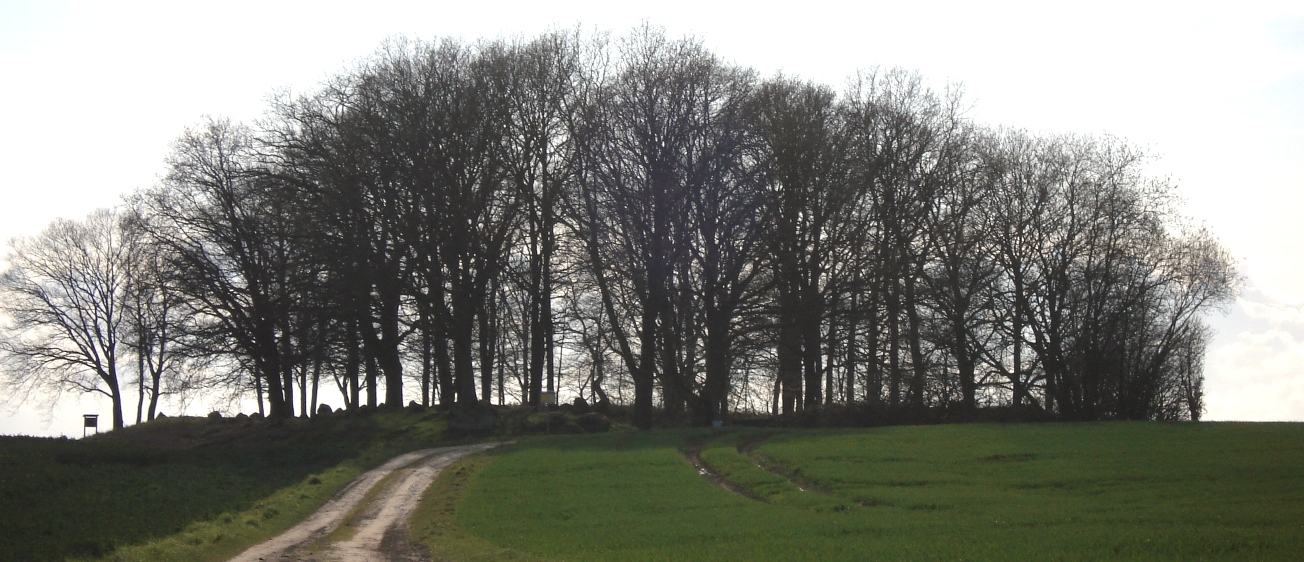
Die Langbetten auf dem Ruserberg
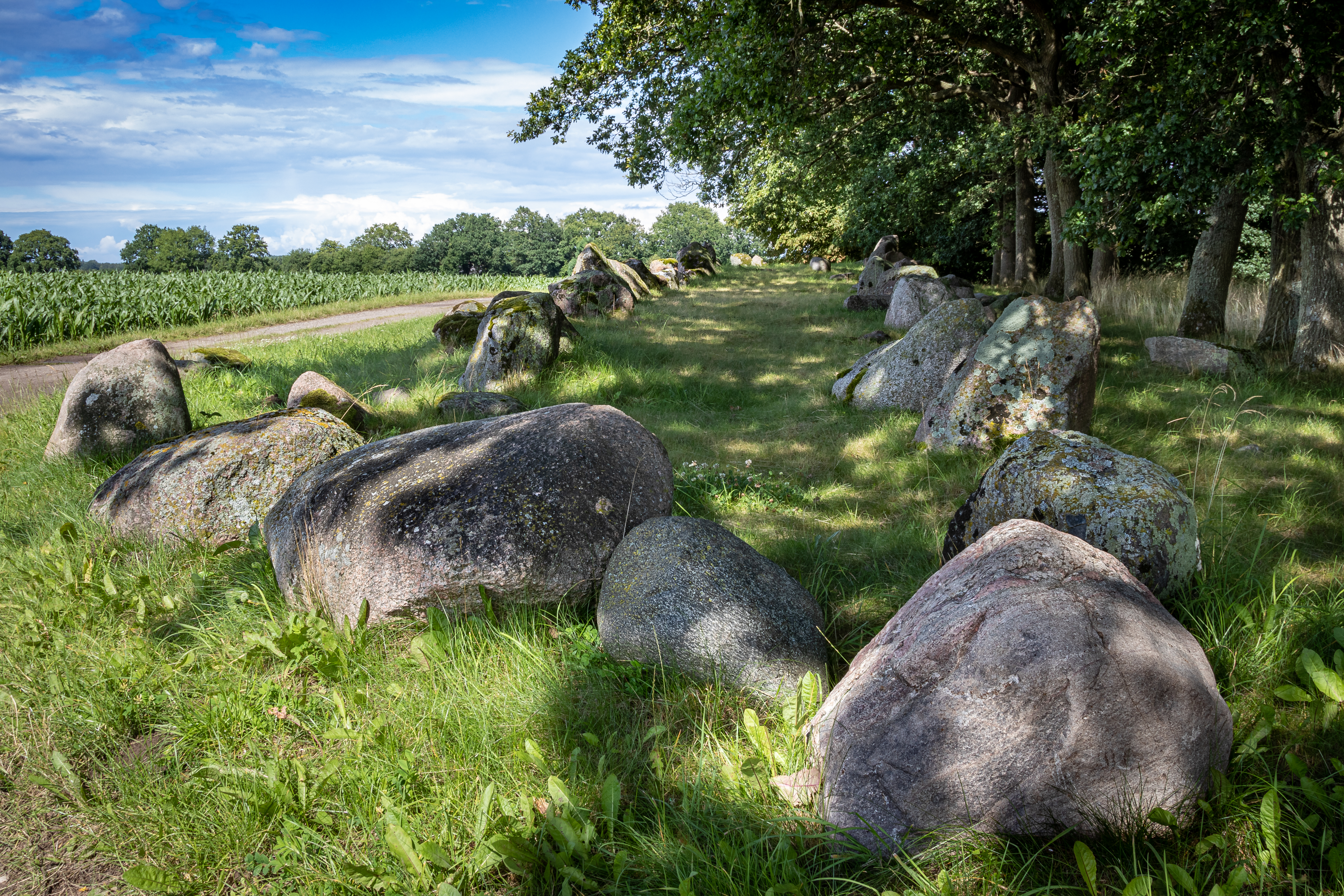
Das nördliche Langbett auf dem Ruserberg
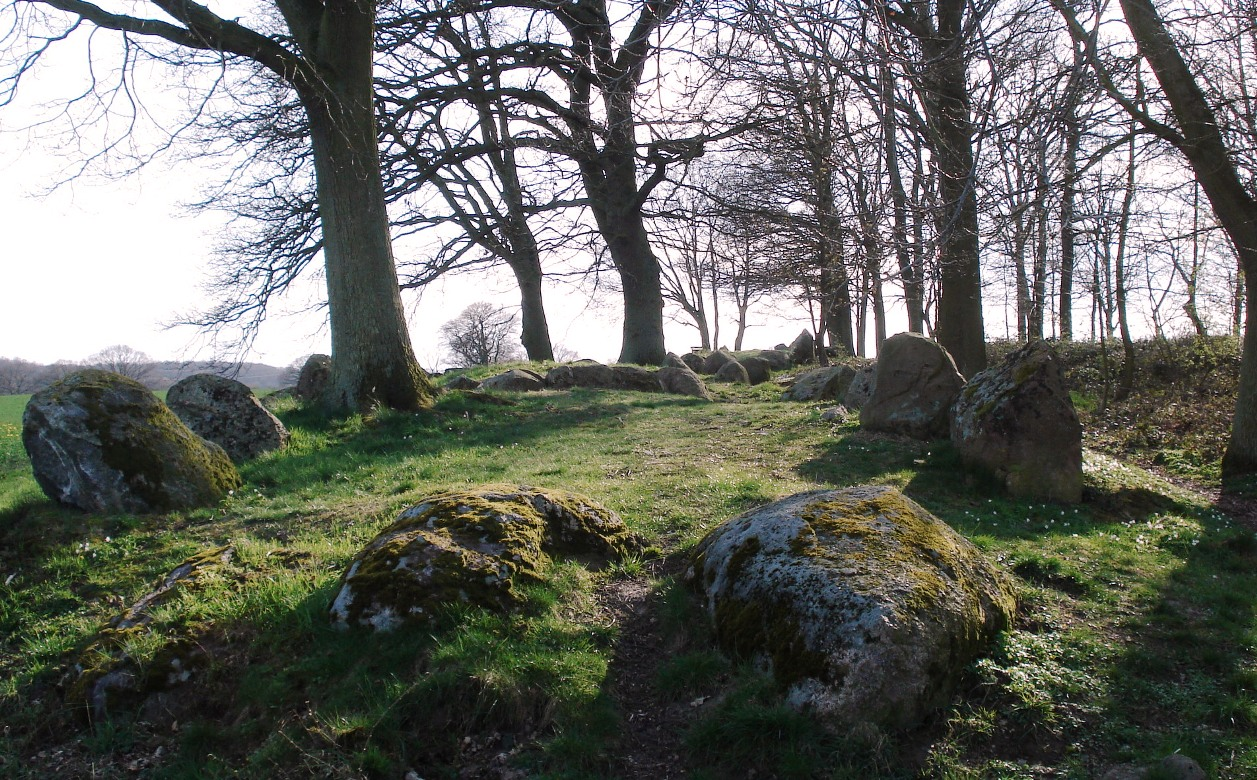
Das östliche Langbett auf dem Ruserberg
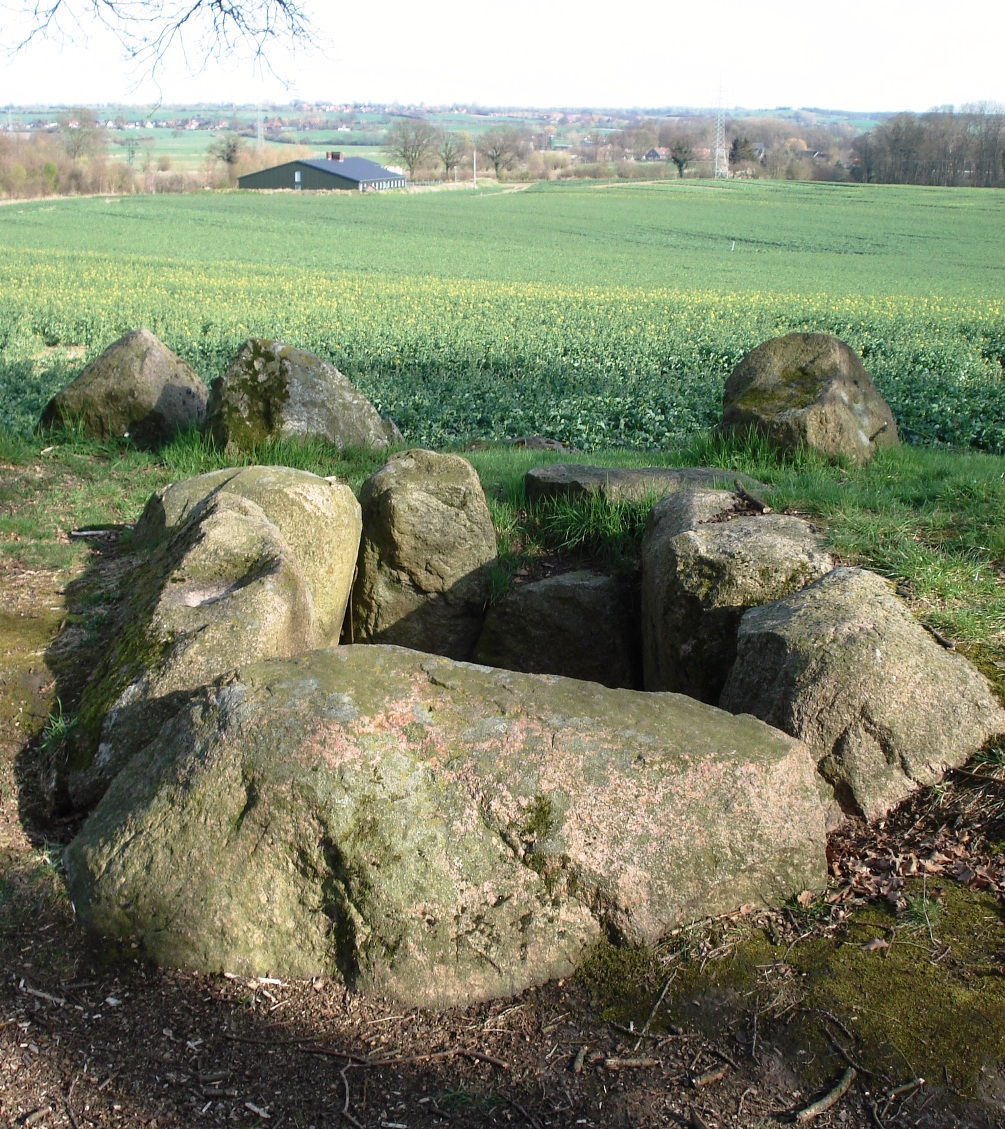
Die erste Grabkammer im östlichen Langbett
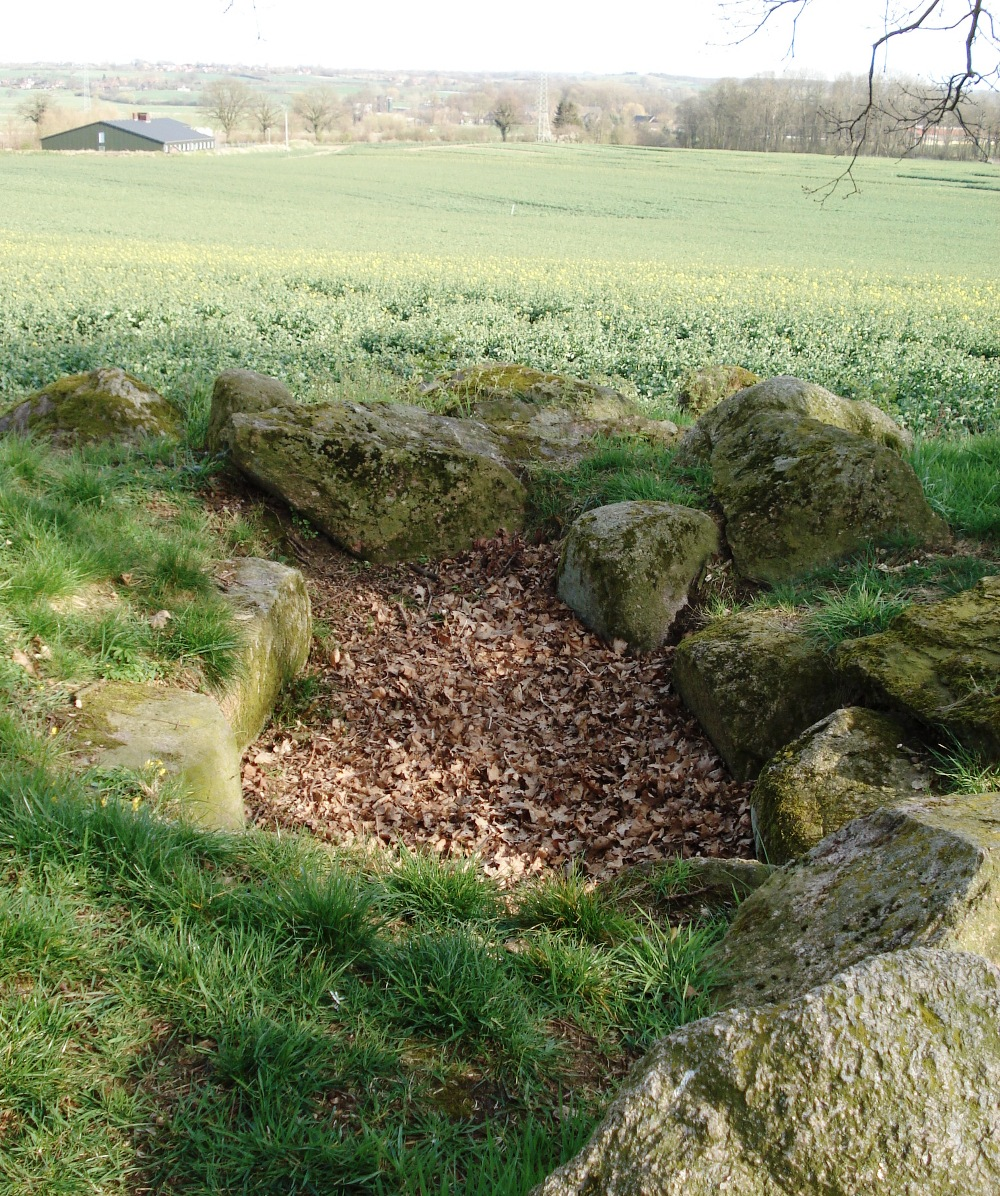
Die zweite Grabkammer im östlichen Langbett
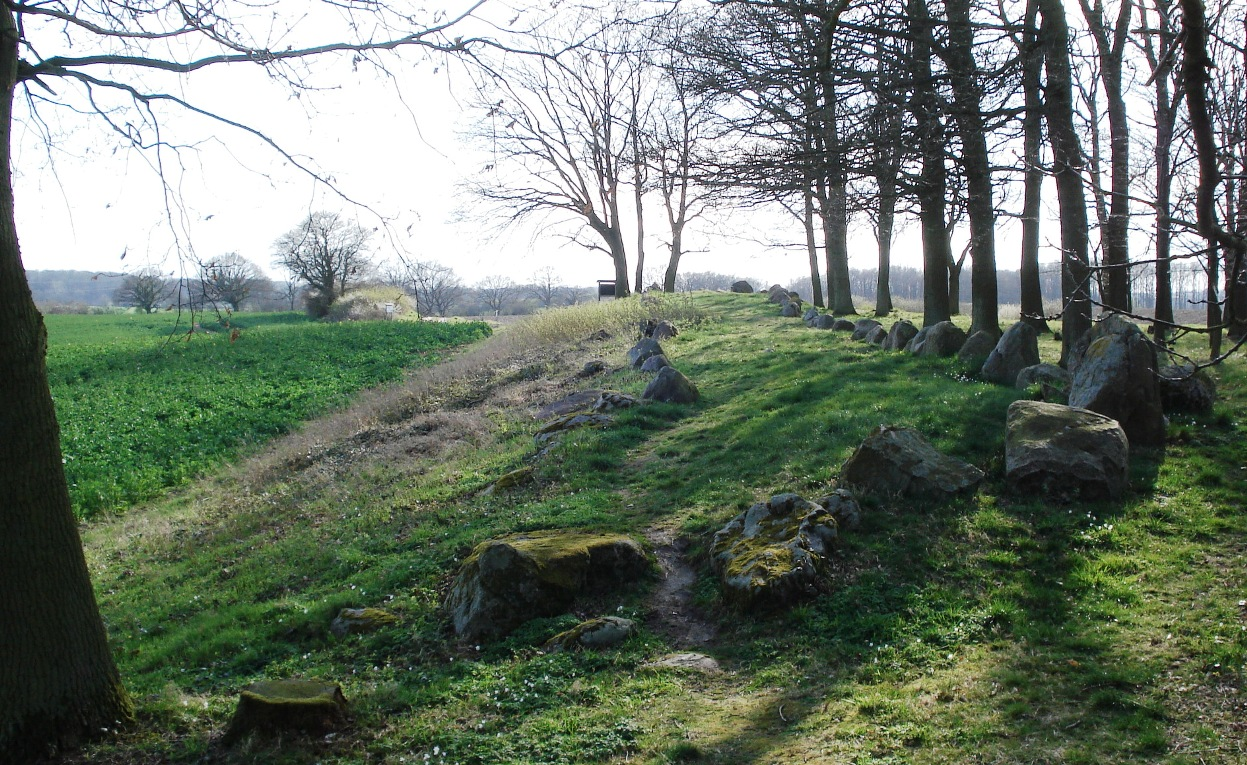
Das südliche Langbett auf dem Ruserberg
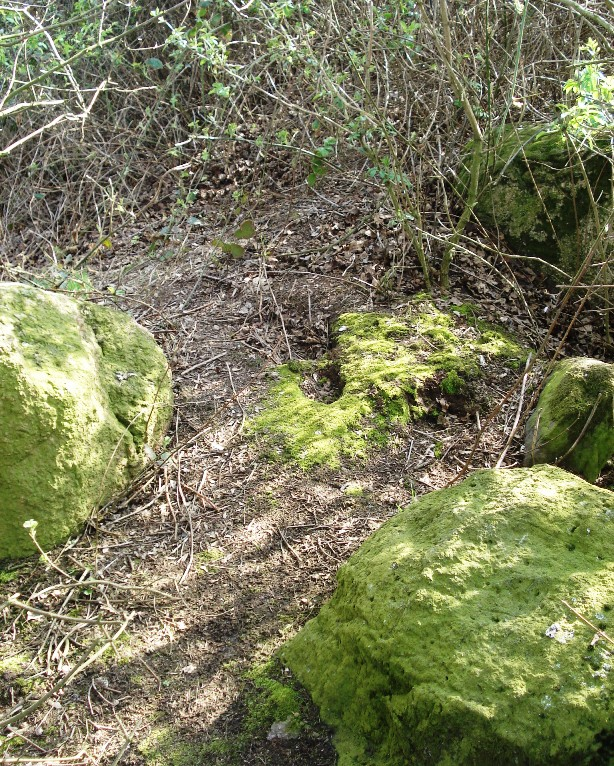
Die Steine des Grabes „Futterkamp 4“
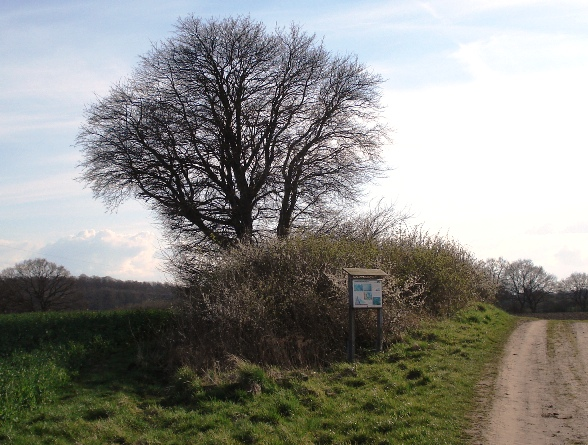
Das etwas abseits liegende Grab „Futterkamp 4“ aus NO
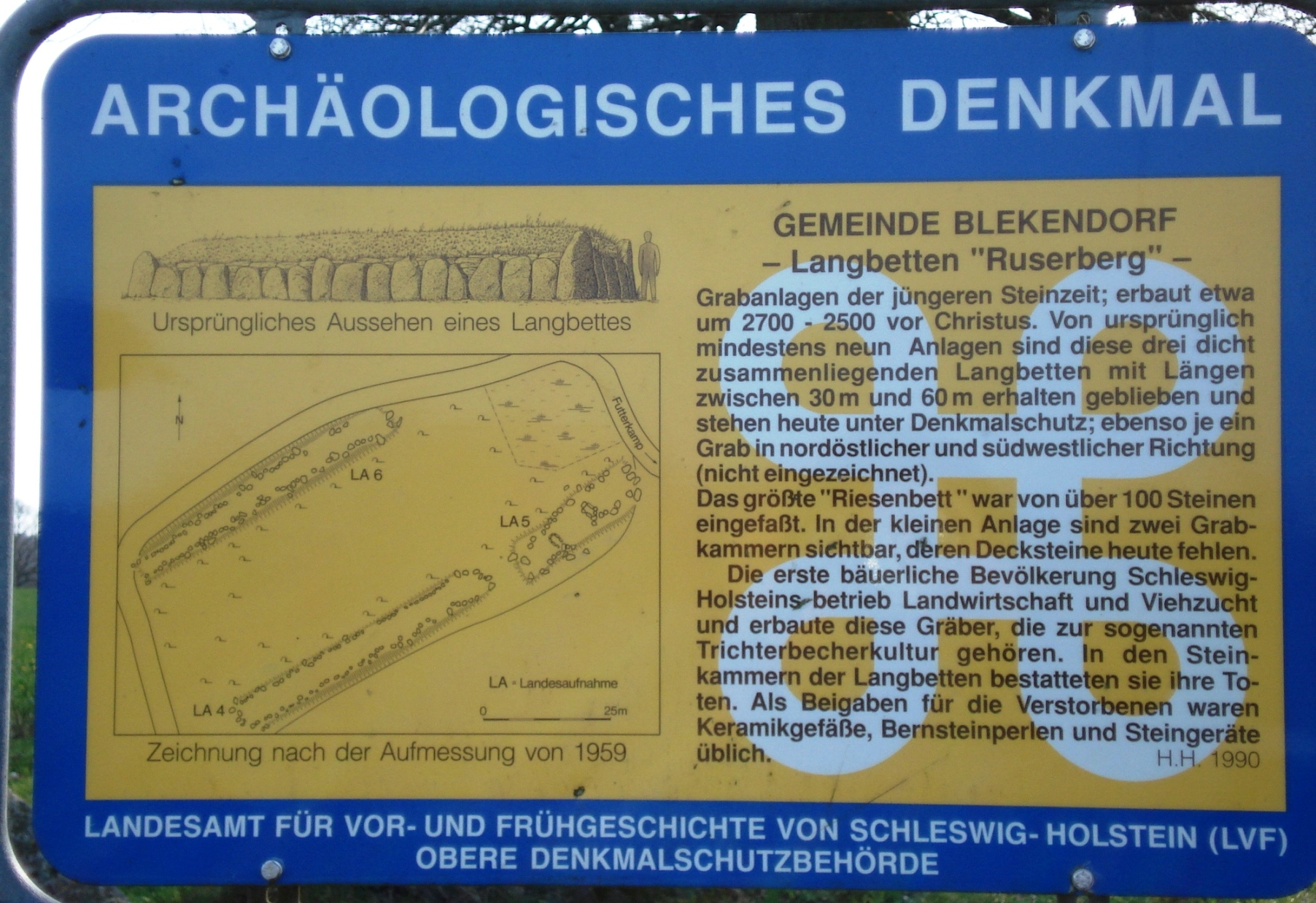
Informationstafel zu den Großsteingräbern am Ruserberg
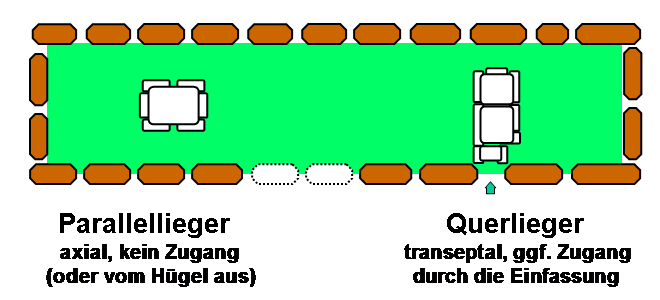
Querlieger rechts - und Längslieger links

Etwa 100 m südwestlich (54° 17′ 45,6″ N, 10° 37′ 47,4″ O) der drei Anlagen befindet sich das allerdings stark gestörte Großsteingrab („Futterkamp 4“), das fast vollständig von Gebüsch bedeckt und daher schwer zugänglich ist. Erkennbar sind einige der großen Randsteine der südöstlichen Einfassung.
Zwischen Gut Putlos und Hohwacht sind im küstennahen Hinterland noch einige Plätze mit bis zu acht weitgehend erhaltenen Megalithanlagen zu finden.